# Cris Blohm
Kriminalhauptkommissarin Cris Blohm ist eine fiktive Person aus der ARD-Krimireihe Polizeiruf 110, die von Johanna Wokalek gespielt wird. Die Ausstrahlung ihres ersten Filmes erfolgte am 17. September 2023.

## Figur
Blohm kehrte nach einem Auslandseinsatz nach München zurück.

## Hintergrund
Blohm folgt beim Münchner Polizeiruf 110 auf Elisabeth Eyckhoff, deren Schauspielerin Verena Altenberger 2022 ihren Ausstieg aus der Reihe ankündigte und deren letzter Film Paranoia am 11. Juni 2023 ausgestrahlt wurde. Ihr Kollege Kommissar Dennis Eden, gespielt von Stephan Zinner, ermittelte bereits ab 2021 dreimal an der Seite von Eyckhoff.

## Folgen
| Fall | Folge | Titel                               | Erstausstrahlung | Autor            | Regie            | Besonderheiten |
| ---- | ----- | ----------------------------------- | ---------------- | ---------------- | ---------------- | -------------- |
| 1    | 407   | Little Boxes                        | 17. Sep. 2023    | Stefan Weigl     | Dror Zahavi      |                |
| 2    | 414   | Funkensommer                        | 26. Mai 2024     | Alexander Adolph | Alexander Adolph |                |
| 3    | 416   | Jenseits des Rechts                 | 29. Dez. 2024    | Tobias Kniebe    | Dominik Graf     |                |
| 4    | 418   | Ein feiner Tag für den Bananenfisch | 18. Mai 2025     | Günter Schütter  | Dror Zahavi      |                |